# امیل هرش
امیل دیونپرت هرش (به انگلیسی: Emile Davenport Hirsch) (زاده ۱۳ مارس ۱۹۸۵) بازیگر آمریکایی سینما و تلویزیون است. او فعالیت حرفه‌ای‌اش را از اواخر دههٔ ۹۰ شروع کرد.

## گذشته
او در توپانگا، کالیفرنیا زاده شد. مادرش مارگارت معلم و تصویرگر و پدرش دیوید مدیر و مشاور صنعتی بود. خواهر بزرگتر او جنی بود که امیل را اولین بار تشویق به بازیگری کرد. هرش در لس آنجلس و بعداً پس از جدایی پدر و مادرش در سنتافه‌ی نیومکزیکو زندگی کرده‌است.

## زندگی حرفه‌ای
هرش بازیگری را در هشت سالگی و با بازی در نقش‌های کوچک تلویزیونی شروع کرد.
اولین فیلم بلند او، زندگی‌های خطرناک پسران آلتر بود که در آن نقش یک دانش‌آموز کاتولیک را بازی می‌کند. فیلم بعدی او باشگاه امپراتور بود که در ۲۰۰۲ اکران شد. هر دو این فیلم‌ها با بازخوردهای مثبتی روبرو شدند، ولی فروش متوسطی کردند.
امیل در ۲۰۰۴ با بازی در فیلم دختر همسایه در بین نوجوانان شناخته و محبوب شد. در تابستان همان سال هم فیلم مستقل پسر ماج که قبل از دختر همسایه ساخته شده بود، به شکل محدودی اکران شد.
فیلم بعدی او قهرمانان خیالی، در فوریه ۲۰۰۵ در سینماهای کمی اکران شد و با وجود نظرات مثبتی که دریافت کرده بود، نتوانست مخاطب زیادی جذب کند.

پوستر اکران فیلم لردهای داگ‌تاون

 ۲۰۰۵، امیل در فیلم لردهای داگ‌تاون که دربارهٔ گروهی نوجوان اسکیت‌باز بود در کنار هیت لجر بازی کرد که این فیلم هم در گیشه شکست خورد. او سپس در آلفاداگ، در نقش جسی جیمز هالیوود، یک فروشندهٔ مواد مخدر بازی کرد. او برای بازی در این نقش با جسی واقعی ملاقات کرده بود و در مورد نقش‌اش گفته بود «به‌خاطر دیالوگ‌ها و شخصیت‌های بسیار حقیقی، بیشتر مواقع فیلم مرا به وحشت می‌انداخت».
در ۲۰۰۷ او در فیلمی به کارگردانی شان پن با نام به‌سوی طبیعت وحشی بازی کرد. او برای بازی در این فیلم ۲۰ کیلوگرم وزن کم کرد و نامزد جایزهٔ انجمن صنفی بازیگران آمریکا شد. او همچنین در اقتباس هالیوودی از انیمیشن مسابقه‌دهندهٔ سرعت بازی کرده‌است.
در ۲۰۰۸، هرش در فیلم میلک ساختهٔ گاس ون سنت بازی کرد. او در این فیلم در مقابل شان پن و جاش برولین بازی می‌کند. امیل همچنین در یکی از ویدیوهای مایلی سایرس به نام از اول شروع کن در نقش کوتاهی ظاهر شده‌است.

## فیلم‌شناسی
| سال  | عنوان                      | نقش              | توضیحات     |
| ---- | -------------------------- | ---------------- | ----------- |
| ۲۰۰۲ | زندگی‌های خطرناک پسران آلتر | فرانسیس دویل     |             |
| ۲۰۰۲ | باشگاه امپراتور            | سجویک بل         |             |
| ۲۰۰۴ | دختر همسایه                | متیو کیدمن       |             |
| ۲۰۰۴ | پسر ماج                    | دانکن ماج        | اکران محدود |
| ۲۰۰۵ | قهرمانان خیالی             | تیم ترویس        | اکران محدود |
| ۲۰۰۵ | لردهای داگ تاون            | جی ادامز         |             |
| ۲۰۰۷ | آلفاداگ                    | جسی جیمز هالیوود |             |
| ۲۰۰۷ | به‌سوی طبیعت وحشی           | کریستوفر مک‌کندلس |             |
| ۲۰۰۷ | هوایی که تنفس می‌کنم        | تونی             |             |
| ۲۰۰۸ | اسپید ریسر                 | اسپید ریسر       |             |
| ۲۰۰۸ | میلک                       | کلیو جونز        |             |
| ۲۰۰۹ | به دست آوردن وودستاک       | بیلی             |             |
| ۲۰۱۷ | تمام شب                    |                  |             |
| ۲۰۱۹ | هرگز پیر نشو               |                  |             |
| ۲۰۲۴ | طعمه                       |                  |             |